# Catedral de San David
La catedral de San David (en irlandés: Eglwys Gadeiriol Tyddewi; en inglés: St David's Cathedral) es una catedral anglicana situada en la ciudad de Saint David's en Gales, Reino Unido. Es la sede de la diócesis de Saint David's, de la Iglesia en Gales.
Sus orígenes se remontan al siglo VI, cuando San David (en galés: Dewi Sant; hacia 512-587) fundó su monasterio en Glyn Rhosyn ("Valle de las Rosas") sobre el río Alun. El asentamiento monástico sufrió durante mucho tiempo los ataques de los vikingos. En 1081 Guillermo el Conquistador visitó el santuario con los huesos de San David; sin embargo, sus motivos eran más políticos que religiosos. El último obispo celta de San David, Wilfried, murió en 1115, y bajo su sucesor normando, Bernard, los hermanos de San David fueron finalmente obligados a someterse al arzobispo de Canterbury.
El edificio fue en 1987 uno de los antiguos bienes de la Lista Indicativa de Reino Unido.